# SingStar Anthems
SingStar Anthems es la versión que se lanzó internacionalmente excepto en algunos países como España, en el que se lanzó en su lugar SingStar La Edad de Oro del Pop Español. Existen 2 posturas en cuanto a este lanzamiento: Por un lado esta la idea de que se trata de la adaptación de SingStar Anthems a España, ya que se tratan de himnos o canciones muy conocidas en tierras anglosajonas como aquí fueron las incluidas en La Edad de Oro del Pop Español. Por otra, una promesa que Sony lanzó junto SingStar '80s que consistía en un próximo lanzamiento de esta versión ochentera, adaptada al español, ya que todas las canciones incluidas en SingStar '80s son en inglés. La lista no fue cambiada a tiempo por problemas con los derechos en SingStar Pop
Otra cosa a tener en cuenta en SingStar Anthems, es su corta lista de 20 temas, en lugar de los corrientes 30. Más tarde fueron lanzadas más versiones con solo 20 canciones como SingStar top.it, SingStar Norsk På Norsk, SingStar Pop Hits 2 o SingStar Latino en su versión portuguesa. También destacar que en solo 6 canciones aparecen voces masculinas.

## SingStar AnthemsLista de canciones
| SingStar Anthems   |                                     |
| Bananarama         | "I Heard A Rumour"                  |
| Bonnie Tyler       | "Total Eclipse of the Heart"        |
| Bucks Fizz         | "Making Your Mind Up"               |
| Candi Staton       | "Young Hearts Run Free"             |
| Charlenne          | "I've Never Been To Me"             |
| Charlotte Church   | "Crazy Chick"                       |
| Cher               | "If I Could Turn Back Time"         |
| Dead or Alive      | "You Spin Me Round (Like a Récord)" |
| Girls Aloud        | "Biology"                           |
| Gloria Gaynor      | "I Will Survive"                    |
| Kim Wilde          | "Kids in America"                   |
| LeAnn Rimes        | "Can't Fight The Moonlight"         |
| Pussycat Dolls     | "Don't Cha"                         |
| Queen              | "Radio Ga Ga"                       |
| Scissor Sisters    | "Laura"                             |
| Steps              | "Deeper Shade of Blue"              |
| Take That ft. Lulu | "Relight My Fire"                   |
| The Weather Girls  | "It's Raining Men"                  |
| Ultra Naté         | "Free"                              |
| Whitney Houston    | "I Wanna Dance With Somebody"       |